# NGC 203
NGC 203 (ook wel NGC 211, PGC 2393, MCG 0-2-114 of ZWG 383.61) is een lensvormig sterrenstelsel in het sterrenbeeld Vissen.
NGC 203 werd op 19 december 1873 ontdekt door de Schotse astronoom Ralph Copeland. Het stelsel werd op 18 november 1876 nogmaals ontdekt door de Franse astronoom Édouard Jean-Marie Stephan. Dat dit eenzelfde sterrenstelsel was, werd destijds niet gezien en aldus kreeg het stelsel een tweede nummer, namelijk NGC 211.